# عبد اللطيف بندر أوغلو
عبد اللطيف عمران بندر أوغلو (1937 - 2 فبراير 2008) شاعر عراقي تركماني. ولد في طوزخورماتو من محافظة صلاح الدين. عمل مديرًا للثقافة التركمانيّة، ورئيسًا لتحرير جريدة يورد (الوطن) الأسبوعية التركمانيّة. من دواوينه الشعرية بالعربية عروق البحر 1980 وله ثلاثون كتابًا باللغات التركمانية والتركيّة والأذريّة وستة كتب بالعربية.

## سيرته
ولد عبد اللطيف عمران بندر أوغلو سنة 1937م/ 1356 هـ في مدينة طوزخورماتو بمحافظة صلاح الدين العراقية. تخرج في معهد التدريب الصناعي، وحصل على شهادة دكتوراه فخريّة في الآداب واللغة من جامعة باكو الحكومية في جمهورية أذربيجان عام 1992، أشغل عدة وظائف : مدير إرشاد المنطقة الشمالية بكركوك 1970، ومدير الثقافة التركمانية ورئيس تحرير جريد يورد منذ عام 1970.

له ثلاثين كتاباً مطبوعاً بالتركمانية والعربية والأذرية من شعر ودراسات نقدية ولغوية وفولكلورية. كان عضواً في المجلس المركزي لاتحاد الأدباء والكتاب في العراق 1993. وأسس اتحاد الأدباء التركمان في العراق 1970، شارك في مؤتمر آسيا وأفريقيا 1973 في قازاغستان السوفييتية . حصل على وسام الذهبي من نقابة الصحفيين عام 1992.

توفي عبد اللطيف بندر أوغلو في إحدى مستشفيات العاصمة الأردنية عمان، وذلك في مساء يوم الثاني من شهر شباط سنة 2008 . وكان قد أجرى عملية في القلب لتبديل صمام لم تتكلل بالنجاح .

## مؤلفاته
- التركمان في عراق الثورة، بالعربية 1973
- المعجم التركي العربي، أربعة أجزاء، 1981
- عروق البحر، ديوان شعر، بالعربية، 1980
- اشارات اولية في الشعر التركي، 1983

وله أيضا 12 مجموعة شعرية بالتركمانية 1969-1992

## وصلات خارجية
- في موقع أرشيف المجلات